# Doidae
Doidae là một họ bướm đêm thuộc bộ Lepidoptera. Đôi khi họ này được xếp thành phân họ của họ Notodontidae. Các loài trong họ này đã từng được xếp vào các họ Arctiidae, Lymantriidae và Dioptidae.
Họ này gồm khoảng 6 loài, phân bố ở đông nam Hoa Kỳ, México và các khu vực xung quanh.

## Các chi
- Doa (e.g. Doa ampla)
- Leuculodes (e.g. Leuculodes lacteolaria)